# Icon II
Icon II van Wetton Downes is het logische vervolg op hun eerste album. De muziek klinkt waarschijnlijk door langdurige samenwerking meer op Asia dan hun eerste album.
Het album is wederom opgenomen in de Aubitt Studios in Southampton.

## Musici
- John Wetton - zang, akoestische gitaar en basgitaar;
- Geoffrey Downes - toesten en vocoder;
- John Mitchel - gitaren;
- Steve Christley - drums;
- Hugh McDowell - cello;
- Anneke van Giersbergen - zang op 4 en 5; (van de Nederlandse band The Gathering)
- Katie Jacoby - viool op 5 en 6.

## Tracks
Alle tracks van Wetton Downes behalve daar waar aangegeven:
1. The die is cast;
2. Finger on the trigger;
3. Reflections (of my life);
4. To catch a thief;
5. Tears of joy (WD en Eddie Jobson);
6. Shannon;
7. The hanging tree;
8. The glory of winning (WD en Richard Palmer-James);
9. Whirlpool;
10. Rubicon;
11. The harbour wall (alleen Japanse uitgave)(WD en Richard Palmer-James).